# Überproduktion (Medizin)
In der Medizin bedeutet Überproduktion, dass der (menschliche) Körper von etwas mehr produziert als tatsächlich gebraucht wird. Es gibt diverse Krankheitsbilder, die durch eine Überproduktion verursacht werden:
- Adipositas (Fettsucht): wird dem Körper mehr Energie zugeführt als er benötigt, wird diese in Fettzellen gespeichert, so dass das Körpergewicht des Individuums zunimmt, nicht jedoch seine Größe. Dies führt zu einer Reihe von Zivilisationskrankheiten (Arteriosklerose, Hypertonus, Herzinfarkt u. a.)
- Das Cushing-Syndrom mit Osteoporose, Diabetes mellitus, Fettsucht (v. a. Stammfettsucht) und Muskelschwund kommt von einer Überproduktion von Glucocorticoiden.
- Die zerebral bedingte echte Pubertas praecox (Pubertas praecox vera) kommt durch eine Überproduktion von Regulationshormonen der Geschlechtshormonsekretion zustande.